# You Belong with Me
«You Belong With Me» (англ. Мы созданы друг для друга) — третий сингл со второго альбома «Fearless» американской кантри-исполнительницы Тейлор Свифт. Данная песня была написана самой певицей, и является в какой-то мере автобиографической. Сингл достиг 2 позиции в Billboard Hot 100, получил четырежды платиновый статус, а также несколько номинаций на премию Грэмми. На песню был снят видеоклип, получивший несколько наград, в том числе MTV Video Music Awards за «Лучшее женское видео».

## История создания
В одном из интервью Тейлор Свифт призналась, что идея написать данную песню пришла к ней, когда она увидела, как её друг ссорится со своей девушкой по телефону. Полная симпатии к нему в этой ситуации, Свифт как раз и придумала концепцию песни. Позже она скоординировалась с автором-песенником Лиз Роуз и совместными усилиями песня была написана. Изначально «You Belong With Me» была выпущена, как промосингл ко второму альбому певицы Fearless. Однако позже было принято решение выпустить песню, как полноценный сингл со второго альбома.

## Композиция
Музыковед Джеймс Э. Пероун охарактеризовал «You Belong with Me» как песню в стиле кантри-поп. Многие критики отметили заметную поп-продукцию. Джоди Розен в статье для New York назвала песню пауэр-попом с «кантри твангом» и отметила, что Свифт поёт с южным акцентом. В рецензии для Billboard Крис Уильямс назвал песню «кантри-рокером с достаточным поп-блеском», который подходит для различных радиоформатов. Кейт Кифер из Paste считает песню откровенно попсовой, а Том Брейхан из Pitchfork счёл её «золотой серединой» между кантри и радиопопулярной музыкой. Вступление под руководством банджо включает электрогитары новой волны. Бридж содержит влияние рок-н-ролла. Пероун отметил заметное влияние рока новой волны 1980-х годов через темп и повторяющиеся восьмые ноты в инструментах. Он счел «весьма необычным», что инструменты кантри, такие как банджо, скрипка и мандолина, «присоединяются к устойчивой текстуре восьмых нот».
В тексте песни рассказчица выражает свои чувства к другу-мужчине, который состоит в отношениях с другой девушкой. Лирика включает в себя образы школьной жизни; рассказчица позиционирует себя как типичную девушку, которая считает себя аутсайдером по сравнению с популярной, более привлекательной чирлидершей-подругой друга-мужчины.

## Чарты и сертификации
В США в первую неделю релиза песни, как промосингла, было осуществлено порядка 172,000 загрузок песни с iTunes Store, что автоматически определило «You Belong With Me» на 12 место в Billboard Hot 100. Через несколько месяцев, в январе 2008 года сингл поднялся на 2 место, став одним из самых успешных за всю карьеру певицы. На вершину чарта Hot 100 песню не пустил трек «I Gotta Feeling» группы The Black Eyed Peas. «You Belong With Me» провёл 16 недель в лучшей десятке top-10 (Hot 100) журнала Billboard, и 50 недель в чарте в целом. Эта песня стала одной из 13 песен с альбома Fearless достигших top-40 (Hot 100) журнала Billboard, побив соответствующий рекорд.
Это был первый сингл Свифт, занявший первое место во всежанровом чарте Radio Songs. Благодаря этому достижению «You Belong with Me» стал первым синглом-кроссовером в стиле кантри, который возглавил чарт Radio Songs с тех пор, как Billboard начал включать данные, отслеживаемые Nielsen BDS в 1990 году. Он оставался на № 1 две недели и провёл в этом чарте 49 недель в сумме. В других радиоэфирных чартах, «You Belong with Me» провёл две недели на первом месте в Hot Country Songs и 14 недель на первом месте в Adult Contemporary и достиг вторых мест в чартах Pop Songs и Adult Pop Songs.
В конце 2009 года «You Belong With Me» был распродан в количестве 4,8 млн копий в Соединённых Штатах, вследствие чего сингл получил четырежды платиновый статус по сертификации RIAA.
Сингл получил 7-кратный платиновый сертификат Recording Industry Association of America (RIAA) за продажи стриминг более 7 млн единиц. К июлю 2019 года «You Belong with Me» имел тираж 4,9 млн копий в США.
Сингл получил платиновую сертификацию в Японии и платиновую или мультиплатиновую сертификацию в англоязычных странах, включая Австралию (4-кратную платину), Канаду (2-кратную платину) и Новую Зеландию и Великобританию (платиновую).

## Критика
Большинство музыкальных критиков отнеслись к песне вполне добродушно. В рецензиях на альбом Fearless Роб Шеффилд из Blender, Джош Лав из The Village Voice и Лиа Гринблатт из Entertainment Weekly выделили песню «You Belong with Me» как изюминку альбома, отметив удобное для радио производство.
Оглядываясь назад, Нейт Джонс из Vulture (2021) назвал эту песню лучшей в её 179-песенной дискографии, похвалил её как «классическую» песню о чувствах старшеклассников и написал: «Строчка о коротких юбках и футболках, вероятно, однажды будет упомянута в некрологе Свифт». В рейтинге репертуара Свифт, состоящего из 161 песни, составленном в 2020 году, Ханна Майлреа из NME поставила её на 22 место. Шеффилд в своем рейтинге 2021 года из 206 треков Свифт, тем временем, поместил его на 113 место. Алексис Петридис из The Guardian сказал, что хотя это хорошо написанная песня, она была несколько менее впечатляющей, чем лид-сингл Fearless, «Love Story». Некоторые критики отметили, что его удобное для радио производство и поп-привлекательность предшествовали последующему карьерному переходу Свифт от кантри к мейнстримной поп-музыке.

### Итоговые списки
Песня «You Belong with Me» вошла в список «Pitchfork» за 2009 год под номером 69, а в списке критиков The Village Voice Pazz & Jop под номером 10. Песня вошла в число величайших песен десятилетия 2000-х годов по версии телеканалоа CMT (номер восемь) и VH1 (номер 50). Billboard включил песню «You Belong with Me» в список «100 величайших припевов XXI века» за 2017 год, написав: «Было около дюжины моментов… на которые можно было бы указать как на доказательство того, что Тейлор Свифт однажды станет самой большой поп-звездой в мире, но, возможно, ни один из них не превосходит безупречный припев ['You Belong With Me']». Она заняла первое место в списке Teen Vogue 2020 года «91 лучшая песня о безответной любви».

## Видеоклип
Видеоклип на песню был снят Романом Уайтом в 2009 году. Клип рассказывает о простой девушке (Свифт), которая пытается рассказать своему соседу-однокласснику о своей любви, но терпит неудачу в конкуренции с его стервозной девушкой-капитаном группы поддержки. Певица сыграла две роли в клипе: хорошую девочку-ботаничку и стервозную красотку (антагонистку данной истории). Любовный интерес главной героини сыграл актёр Лукас Тилл.
Премьерный показ видео прошёл на телеканале Country Music Television 2 мая 2009 года. Тейлор Свифт получила статуэтку-«бомбочку» за «Лучшее женское видео» на церемонии вручения MTV Video Music Awards 2009. Также видео получило множество номинаций на различные престижные премии, такие, как MuchMusic Video Awards.
На крупнейшем мировом видеохостинге YouTube видеоклип «You Belong With Me» набрал более 1,5 млрд просмотров (по состоянию на декабрь 2023 года).

## Награды и номинации
| Год  | Организация                     | Награда                             | Результат | Ссылка |
| ---- | ------------------------------- | ----------------------------------- | --------- | ------ |
| 2009 | MTV Video Music Awards          | Best Female Video                   | Победа    | [ 40 ] |
| 2009 | SESAC Nashville Music Awards    | Country Performance Activity Awards | Победа    | [ 41 ] |
| 2010 | BMI Pop Awards                  | Award-Winning Songs                 | Победа    | [ 42 ] |
| 2010 | BMI Pop Awards                  | Publisher of the Year               | Победа    | [ 42 ] |
| 2010 | Academy of Country Music Awards | Video of the Year                   | Номинация | [ 43 ] |
| 2010 | Academy of Country Music Awards | Song of the Year                    | Номинация | [ 43 ] |
| 2010 | BMI Pop Awards                  | Publisher of the Year               | Победа    | [ 44 ] |
| 2010 | BMI Pop Awards                  | Song of the Year                    | Победа    | [ 44 ] |
| 2010 | CMT Music Awards                | Female Video of the Year            | Номинация | [ 45 ] |
| 2010 | CMT Music Awards                | Video of the Year                   | Номинация | [ 45 ] |
| 2010 | Grammy Awards                   | Record of the Year                  | Номинация | [ 46 ] |
| 2010 | Grammy Awards                   | Song of the Year                    | Номинация | [ 46 ] |
| 2010 | Grammy Awards                   | Best Female Pop Vocal Performance   | Номинация | [ 46 ] |
| 2010 | Much Music Video Awards         | International Video of the Year     | Номинация | [ 47 ] |
| 2010 | Much Music Video Awards         | Your Fave International Video       | Номинация | [ 47 ] |
| 2010 | Nickelodeon Kids' Choice Awards | Favourite Song                      | Победа    | [ 48 ] |
| 2011 | BMI Pop Awards                  | Award-Winning Songs                 | Победа    | [ 49 ] |
| 2011 | BMI Pop Awards                  | Publisher of the Year               | Победа    | [ 49 ] |

## Чарты
| Чарт (2009—10)                      | Высшая позиция |
| ----------------------------------- | -------------- |
| Австралия (ARIA)                    | 5              |
| Бельгия/Фландрия (Ultratip)         | 11             |
| Бельгия/Валлония (Ultratip)         | 23             |
| Канада (Billboard Canadian Hot 100) | 3              |
| Канада (Billboard AC Airplay)       | 2              |
| Канада (Billboard CHR/Top 40)       | 1              |
| Канада (Billboard Country)          | 1              |
| Канада (Billboard Hot AC)           | 1              |
| Дания (Tracklisten)                 | 32             |
| Венгрия (Rádiós Top 40)             | 31             |
| Ирландия (IRMA)                     | 12             |
| Япония Japan Hot 100 (Billboard)    | 10             |
| Нидерланды (Single Top 100)         | 68             |
| Ирландия (IRMA)                     | 12             |
| Новая Зеландия (Recorded Music NZ)  | 5              |
| Словакия (Rádio Top 100)            | 17             |
| Швеция (Sverigetopplistan)          | 47             |
| Великобритания (UK Singles Chart)   | 30             |
| США (Billboard Hot 100)             | 2              |
| США (Billboard Adult Contemporary)  | 1              |
| США (Billboard Adult Top 40)        | 2              |
| США (Billboard Hot Country Songs)   | 1              |
| США (Billboard Mainstream Top 40)   | 2              |

## Сертификации
| Регион | Сертификация  | Продажи   |
| --- | ------------- | --------- |
| Австралия (ARIA) | 4× Платиновый | 280 000^  |
| Канада (Music Canada) | 2× Платиновый | 160 000*  |
| Дания (IFPI Danmark) | Золотой       | 45 000    |
| Япония (RIAJ) | Платиновый    | 250 000*  |
| Новая Зеландия (RMNZ) | Платиновый    | 15 000*   |
| Великобритания (BPI) | Платиновый    | 600 000   |
| США (RIAA) | 7× Платиновый | 7 000 000 |
| * Данные о продажах приведены только на основе сертификации. · ^ Данные о тиражах приведены только на основе сертификации. · Данные о продажах + прослушиваниях приведены только на основе сертификации. |               |           |

 С мая 2013 RIAA сертифицирует цифровые синглы, включая on-demand audio и/или видео-стримы в дополнение к загрузкам

## You Belong with Me (Taylor’s Version)
11 февраля 2021 года Свифт анонсировала в программе Good Morning America, что перезаписанная версия «You Belong with Me» под названием «You Belong with Me (Taylor’s Version)» будет выпущена 9 апреля 2021 года в качестве шестого трека из Fearless (Taylor's Version), перезаписанной версии второго студийного альбома Fearless.

### Отзывы
Критики приняли трек в основном положительно, большинство рецензий отметили разнообразную подачу вокала. Эмили Сент-Джеймс из Vox была впечатлена вокалом Свифт в перезаписанной версии, назвав его более сильным благодаря возрасту и опыту. Сент-Джеймс высоко оценила разнообразный подход Свифт к подаче вокала, прокомментировав: «В 2021 году Свифт гораздо комфортнее чувствует себя в своем естественном альтовом диапазоне». Она также отметила, что перспектива повествования песни меняется со временем, назвав новую версию более теплой и сопереживающей. Ханна Майлри из NME утверждает, что песня «наполнена юношеской тоской», заявляя, что Свифт пересматривает песню с добротой и привязанностью. Китти Эмпайр из The Guardian считает, что исполнение стало более плавным, а качество игры — более нюансированным, особенно отмечая «взаимодействие между гитарой и банджо».

### Чарты
| Чарт (2021)                         | Высшая позиция |
| ----------------------------------- | -------------- |
| Австралия (ARIA)                    | 53             |
| Канада (Billboard Canadian Hot 100) | 44             |
| Мир (Billboard Global 200)          | 51             |
| Ирландия (IRMA)                     | 30             |
| Новая Зеландия (RMNZ)               | 5              |
| Сингапур (RIAS)                     | 20             |
| Великобритания (UK Singles Chart)   | 52             |
| США (Billboard Hot 100)             | 75             |
| США (Billboard Hot Country Songs)   | 16             |

### Сертификации
| Регион                                                                      | Сертификация | Продажи |
| --------------------------------------------------------------------------- | ------------ | ------- |
| Великобритания (BPI)                                                        | Серебряный   | 200 000 |
| Данные о продажах + прослушиваниях приведены только на основе сертификации. |              |         |